# Eric Katenda
Eric Katenda (Parigi, 11 settembre 1992) è un cestista francese.